# География Омской области

Омская область на карте России

Омская область — субъект Российской Федерации, расположенный на юге азиатской части страны.

## Расположение
Омская область находится в Западной Сибири. На юге граничит с Казахстаном, на западе и севере — с Тюменской областью, на востоке — с Новосибирской и Томской областями. Территория области простирается на 600 км с юга на север и на 300 км с запада на восток.

## Геология

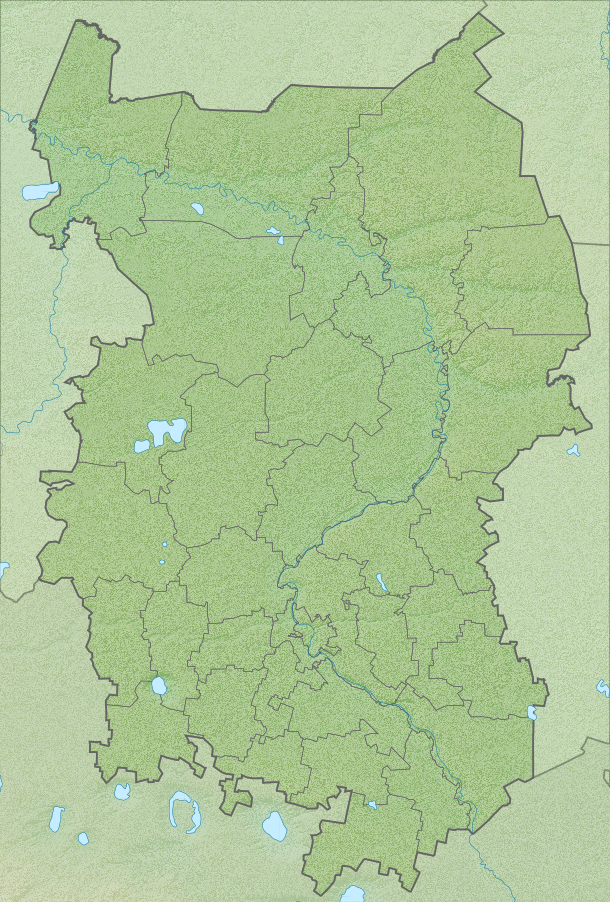
Рельефная карта Омской области

### Рельеф
Область расположена на Западно-Сибирской равнине, диктующей плоский рельеф.
Самая высокая точка территории Омской области — с отметкой 150,4 метра над уровнем моря — находится в урочище Борисовка Тарского района, около села Нагорное (Омская область). Памятный знак в честь народного артиста СССР Михаила Ульянова установлен 8 октября 2011 года в точке 56°46′52″ с. ш. 74°53′50″ в. д. (рядом с истоком речки Кайлы).
Самая низкая точка уреза воды — 41 метр над уровнем моря — находится на берегу Иртыша в районе села Малая Бича Усть-Ишимского района, на границе с Тюменской областью. В силу того что отметка уреза воды непостоянна, координаты точки даны с округлением до минут — 57°57′ с. ш. 70°25′ в. д.
Перепад высот в 109 м делает Омскую область регионом Российской Федерации с наиболее плоским рельефом.

### Полезные ископаемые
На территории Омской области выявлено 361 месторождение, 95 проявлений и 311 перспективных площадей 19 видов полезных ископаемых. 
Виды полезных ископаемых состоят из пяти групп (без подземных вод): 
1) горючие полезные ископаемые (нефть, газ, бурые угли, торф); 
2 )металлы (железная руда, циркон-титановые пески); 
3) неметаллы, в том числе: 
- агрохимическое сырье (болотные фосфаты, природные торфянокарбонатно-фосфатные смеси, мергели, сапропели);
- строительные материалы (кирпично-керамзитовое сырье, гончарные глины, сырье для дренажных труб, алеврит для посыпки рубероида, бентонитовые глины, суглинки трепеловидные, пески строительные и стекольные);

4) химическое сырье (гипс, минеральные краски, минеральные соли, в том числе: мирабилит тенардит, галит, бром);
5) лечебные грязи. 
Самым богатым по количеству и разнообразию полезных ископаемых является Тарский район – 11 видов сырья: нефть, газ, циркон-ильменитовые пески, торф, сапропель, болотные мергели и фосфаты, суглинки и глины кирпичные, керамзитовое сырье, минеральные краски и др. Самым бедным – Одесский район, где выявлено только глинистое сырье.

## Гидрография
Общее количество рек в пределах области достигает 4240, из которых 11 имеют длину более 100 км, 303 – более 10 км, менее этой протяженности – 3926 рек, т. е. почти 93 %. Поэтому большая доля в структуре поверхностных вод принадлежит так называемым малым рекам. Общая длина речной сети в Омской области превышает 19 тыс. км. Практически все реки расположились в северной правобережной части Иртыша, где густота речной сети составляет 0,32–0,38 км/км2 площади водосбора, а небольшая часть – в лесостепной зоне бассейна Оми – 0,04 км/км2 . На юге речная сеть практически отсутствует.
Главная водная артерия — Иртыш. Это одна из крупнейших рек России. Ее длина с учетом Черного Иртыша достигает более 4370 км. По общей протяженности Иртыш превосходит даже такие крупные реки Сибири, как Енисей и Обь. Протекая по территории Омской области (1132 км), Иртыш имеет все черты, характерные для равнинных рек. На всем протяжении река имеет хорошо разработанную долину, ширина которой сильно меняется, достигая в среднем 15–20 км, и лишь в районе Омска сужается до 2 км.
Его притоки Ишим, Омь, Оша, Тара. Также в Омской области много озёр: Салтаим, Тенис, Ик, Эбейты, Ульжай, Тобол-Кушлы.

## Климат и растительность
Климат резко континентальный: зима холодная, солнечная и снежная, лето жаркое, сухое. Средняя температура января −19 °C, июля +19 °C, с типичными отклонениями до −35 °C и +35 °C, соответственно. Осадков 300—400 мм в год. Вдоль Иртыша, в т. н. Прииртышье, наблюдается «оазисный» микроклимат, с более лесистым и овражным ландшафтом. На территории области произрастает 85 видов лекарственных растений, из них 65 применяются в научной медицине. Из общего числа лекарственных растений 17 входят в список редких и исчезающих, заготовка их категорически запрещена. Лесной фонд 42,1% области ~6млн га 60тыс км², покрытые растениями 4,56млн га. 

## Особо охраняемые природные территории
По состоянию на 1 февраля 2016 года на территории Омской области насчитывается 34 территории, имеющих статус особо охраняемых природных территорий (ООПТ) регионального и местного значения.